# The Perfect Storm (filme)
The Perfect Storm (bra: Mar em Fúria; prt: Tempestade ou Tempestade Perfeita) é um filme norte-americano de 2000, dos gêneros drama, ação e aventura, dirigido por Wolfgang Petersen.

## Elenco
- George Clooney (Capitão Billy Tyne)
- Mark Wahlberg (Bobby Shatford)
- Diane Lane (Christina Cotter)
- John C. Reilly (Dale Murphy)
- William Fichtner (David Sullivan)
- John Hawkes (Mike "Bugsy" Moran)
- Allen Payne (Alfred Pierre)
- Mary Elizabeth Mastrantonio (Linda Greenlaw)
- Karen Allen (Melissa Brown)
- Bob Gunton (Alexander McAnally III)
- Michael Ironside (Bob Brown)
- Rusty Schwimmer (Big Red)
- Janet Wright (Ethel Shatford)

## Recepção
No site agregador de críticas Rotten Tomatoes, 46% das 138 resenhas dos críticos são positivas, com uma classificação média de 5,6/10. O consenso do site diz: "Embora os efeitos especiais são bem feitos e bastante impressionantes, o filme sofre de qualquer drama ou caracterização real. O resultado final é um filme que oferece um colírio bacana para os olhos e nada mais." O Metacritic, que usa uma média ponderada, atribuiu ao filme uma pontuação de 59 em 100, baseado em 36 críticos, indicando críticas "mistas ou médias".